# Bordon (Hampshire)
Bordon è un paesino dell'Hampshire, in Inghilterra. Fa parte della parrocchia civile di Whitehill e Bordon.